# مدرسة فريدريك غان
مدرسة فريدريك غان هي مدرسة خاصة، مختلطة، داخلية وثانوية نهارية للطلاب في الصفوف 9-12 وما بعد التخرج، وتقع في كونيتيكت الريفية بالولايات المتحدة.  يحد الحرم المدرسي البالغ 220 أكر (0.89 كـم2) القرية الخضراء واشنطن، وهي بلدة تاريخية صغيرة في ليتشفيلد هيلز. كانت تعرف سابقًا باسم ذا غانري ومدرسة مستر غان، وقد تم تسميتها نسبة لمؤسسها، وليس لها انتماءات عسكرية وهي مدرسة غير طائفية.
تأسست مدرسة فريدريك غان في عام 1850 على يد فريدريك غان ، وهو مدرس ومناهض للعبودية وأب التخييم الترفيهي في أمريكا، بناءً على إيمانه بأن قوة الشخصية هي هدف التعليم.

## تاريخ
كانت مدرسة فريدريك غان ، المعروفة سابقًا باسم ذا غانري ، قد أسسها فريدريك ويليام غان وزوجته أبيجيل في عام 1850.  كان في الأصل 30 صبيا على 50 فدان (210,000 م2) .  في عام 1894 تأسست مدرسة ريدج كمدرسة صغرى منتسبة للأولاد الأصغر سنًا. قدمت المدرسة تعليمًا كلاسيكيًا نموذجيًا لمدارس التقاليد الأنجليكانية في ذلك الوقت ولكنها أكدت أيضًا على الفرص الرياضية والوعي البيئي والقيم الأخلاقية. في عصر أقل شمولاً، رحبت مدرسة غان بالفتيات والطلاب الدوليين والطلاب الأمريكيين من أصل أفريقي.
شهدت العشرينيات من القرن الماضي تغييرات جذرية أدخلت على المدرسة. أصبحت مدرسة للبنين فقط، وتضاعف عدد المسجلين فيها ثلاث مرات وأضيفت مبانٍ جديدة. خلال الحرب العالمية الثانية، أعدت ذا غانري الأولاد لدخول القوات المسلحة. في عام 1977، عادت ذا غانري إلى جذورها المختلطة. لعدة سنوات سابقة، كان لدى ذا غانري شراكة مع مدرسة الفتيات القريبة وايكام رايز، والتي تم إغلاقها منذ ذلك الحين.   تم تعيين أول مديرة عام 1991.

## المدرسة الداخلية
مدرسة فريدريك غان هي مدرسة نهارية وداخلية، حيث يقيم ٧٣٪ من طلابها في أحد المساكن العشرة في الحرم المدرسي. يتم دعم الطلاب من قبل المعلمين والمدربين ومستشاري هيئة التدريس وأولياء الأمور والمسؤولين وقادة الطلاب الذين تم تعيينهم كمساعدين سكنيين (RAs).  في معظم المساكن، يتم تجميع الطلاب حسب الفصل. يتكون كل مسكن في المقام الأول من غرف فردية ومزدوجة للطلاب، ولكن أيضًا يضم أعضاء هيئة التدريس وعائلاتهم. يوجد طلاب من 17 دولة مختلفة و 25 ولاية في الولايات المتحدة منهم طلاب من أستراليا وجزر الباهاما والبحرين وكندا والكاميرون والصين وقبرص وجمهورية الدومينيكان وفرنسا وألمانيا وهونغ كونغ وكوريا واليابان وإسبانيا والسويد وفيتنام تم تضمينهم في هيئة الطلاب في العام الدراسي 2019-20. 

### الرياضات المقدمة
| خريف                                | شتاء                     | ربيع                                   |
| ----------------------------------- | ------------------------ | -------------------------------------- |
|                                     | كرة السلة (بنين وبنات)   | كرة القاعدة (بنين)                     |
| هوكي الحقل (بنات)                   | هوكي الجليد (بنين وبنات) | الغولف (مختلط)                         |
| كرة القدم الأمريكية (بنين ، 8 رجال) | التزلج (مختلط)           | لاكروس (بنين وبنات) التنس (بنين وبنات) |
| كرة القدم (بنين وبنات)              |                          | الكرة اللينة (بنات)                    |
| الجري الطويل (بنين وبنات)           |                          | التيمت فريزبي (مختلط)                  |
| التجديف (بنين وبنات)                |                          | التجديف (بنين وبنات)                   |

## الخريجين

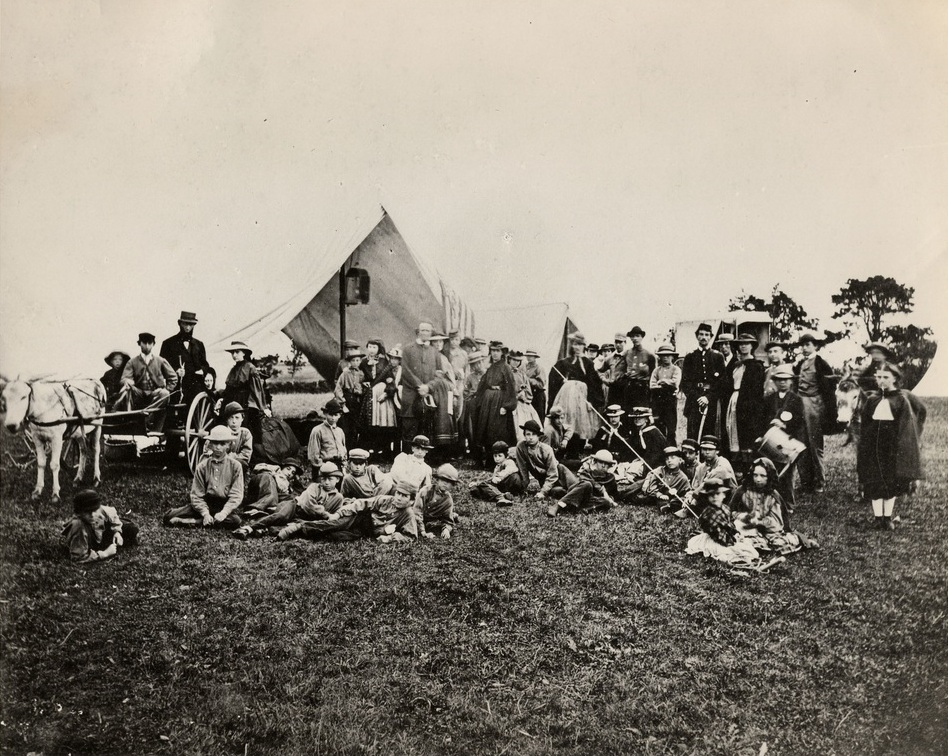
مخيم ذا غانري، أول معسكر صيفي منظم

- جيرالد وارنر بريس (1901 – 1978)، كاتب ومعلم، بحار وباني قوارب
- نيك كولينز 2002، سيناتور ولاية ماساتشوستس
- جاستن دان 2013 ، قاذف في دوري كرة القاعدة [8]
- إدسل فورد الثاني 1968 ، مدير شركة فورد موتور
- جورج غراندي 1964 ، المذيع الرياضي لسينسيناتي ريدز
- أندرو لاك 1964 ، مدير تنفيذي للسينما والتلفزيون ، الرئيس السابق لـ NBC News
- ديك لير 1972 ، مؤلف وصحفي وأستاذ الصحافة بجامعة بوسطن
- سام بوسي 1962 ، سائق سباقات وصحفي إذاعي رياضي
- جيسي سوفير 2003 ، ممثل [9]
- جوناثان تيش ، 1972 ، الرئيس التنفيذي لشركة لويس هوتيلز
- ستيفن إليوت تيش 1968 ، رئيس مجلس الإدارة / نائب الرئيس التنفيذي لفريق نيويورك جاينتس
- ديك وولف 1965 ، مبتكر القانون والنظام

## روابط خارجية
- الصفحة الرئيسية نيبساك
- موقع مدرسة فريدريك عان